# Moldova-Suliţa
Moldova-Suliţa é uma comuna romena localizada no distrito de Suceava, na região de Bucovina. A comuna possui uma área de 98.94 km² e sua população era de 2072 habitantes segundo o censo de 2007.